# San Pancrazio Salentino
San Pancrazio Salentino (Sammangràziu in dialetto salentino) è un comune italiano di 8 983 abitanti della provincia di Brindisi in Puglia. È il comune più a sud della provincia e l'unico al confine con le altre due province di Lecce e Taranto.

## Geografia fisica
È situato nella piana brindisina, al confine delle province di Brindisi, Lecce e Taranto. Il suo territorio ha un'estensione di 55,93 km² e un profilo orografico pressoché uniforme: risulta compreso tra i 40 e i 67 m s.l.m., con la casa comunale a 62 m s.l.m. e un'escursione altimetrica complessiva pari a 27 metri.
Le coltivazioni agricole coprono un'area di 33,2 km² circa; la principale coltivazione, come numero di aziende impegnate e superficie utilizzata, è quella dell'olivo, con la produzione dell'olio Terra d'Otranto (DOP), seguita in ordine dalla vite, coltivata ad alberello pugliese (produzione di Salice Salentino DOC, IGT Salento, vitigni Primitivo, Negroamaro e Malvasia Nera) e dal frumento. L'allevamento, nel totale di scarsa entità, è principalmente ovino.
Scarsi anche i terreni boschivi, che coprono un'area di appena 48 ettari, di cui circa 37 costituiti dalla pineta di Sant'Antonio alla macchia in contrada Caretta, un bosco artificiale di pinus halepensis che risale agli anni 1950, situato a circa 3 km dal paese.
Sono presenti nel territorio comunale diverse cave in disuso di calcarenite, impropriamente detta "tufo".
La superficie totale delle abitazioni occupate da persone residenti è pari a 41,4 ettari, con una media di 117,13 m² per abitazione.
San Pancrazio Salentino è uno dei luoghi meno piovosi d'Italia. Il suolo presenta diverse manifestazioni carsiche tipiche: pozzi carsici, doline e campi carreggiati. Unico corso d'acqua è il canale della Lamia, a carattere stagionale, punto di scarico della rete di drenaggio urbana.

## Origini del nome
Il toponimo San Pancrazio deriva dal nome del patrono del paese, san Pancrazio martire, a cui era dedicata una chiesetta attorno alla quale sorse il primo casale fra il X e l'XI secolo.
L'attributo "Salentino" è stato aggiunto solo in seguito, con regio decreto del 13 novembre 1862, in base alla delibera del Consiglio comunale del 21 settembre 1862, per distinguere San Pancrazio dal comune di San Pancrazio Parmense (ora frazione di Parma).

## Storia
I primi insediamenti nel territorio comunale risalgono all'epoca messapica, come dimostrano i ritrovamenti archeologici nella zona di Muro Maurizio, fra Mesagne e San Pancrazio, e in contrada Li Castelli, a 1,5 km a est dal paese. In quest'ultima area sono stati ritrovati resti di un villaggio di capanne risalente all'VIII-VII secolo a.C., sostituite alla fine del VI secolo a.C. da abitazioni più complesse. Un forte processo di sviluppo urbanistico, alla fine del IV secolo a.C., portò alla nascita di un notevole centro fortificato. L'area venne abbandonata verso la fine del I secolo d.C., e utilizzata, con l'arrivo dei Romani, come campo di sosta e avamposto militare.

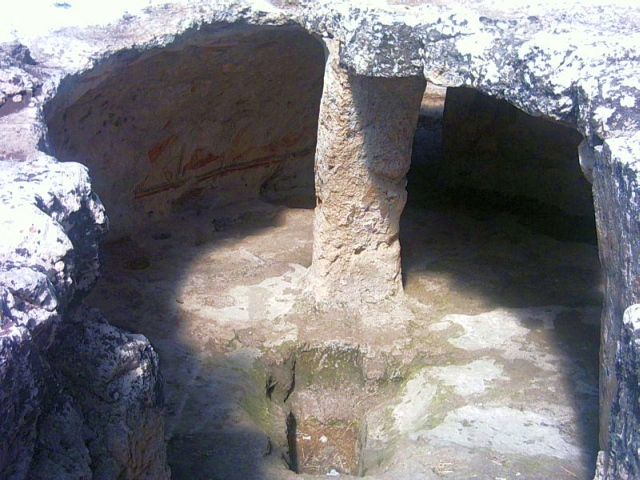
Grotta dell'Angelo

Nel territorio sanpancraziese sono presenti tracce concrete del passaggio dei monaci basiliani, in fuga dall'Oriente. I Basiliani, per scampare alle persecuzioni bizantine, furono costretti a nascondersi in luoghi solitari come grotte e foreste, che divennero luogo d'alloggio e di preghiera. A volte, quando non potevano adattare le grotte naturali, scavavano nella roccia più friabile, dove creavano dei rifugi simili a pozzi. Ritroviamo in contrada Torrevecchia la Grotta dell'Angelo, finemente affrescata con immagini di santi, raffigurati secondo l'iconografia bizantina; altre grotte con altari, giacigli e pozzi sono in contrada Caragnuli e in contrada Caretta.
Un nuovo nucleo abitativo, un casale, sorse fra il X e l'XI secolo attorno a una chiesetta dedicata al martire, la venerabilem ecclesiam S. Pancratii menzionata in un atto di donazione del 1063 all'arcidiocesi di Brindisi ed eretta probabilmente con l'aiuto dei monaci basiliani. È credenza che il martire sia transitato per queste terre nel viaggio verso Roma.
Nell'XI-XII secolo il territorio sanpancraziese era possedimento di Goffredo, conte di Conversano. Nel 1107 queste terre furono donate dalla moglie Sichelgaita all'arcidiocesi di Brindisi; gli arcivescovi brindisini assunsero dunque il titolo di Baroni di San Pancrazio. Rimase mensa brindisina fino al 1866, quando passò in mano allo Stato in seguito alla soppressione dei beni ecclesiastici. Agli inizi del XIII secolo la popolazione fu decimata da un'epidemia di peste. Nel 1221 l'arcivescovo Pellegrino ripopolò quindi il centro trasferendovi cittadini provenienti da Brindisi, che per l'occasione furono esentati dal pagamento delle decime; nei pressi della chiesa parrocchiale fece costruire il Castello arcivescovile, o Palazzo baronale, utilizzato come residenza estiva e come dimora nel corso delle visite pastorali nel circondario.
San Pancrazio fu razziato dai Turchi una prima volta nel 1480, dopo l'occupazione di Otranto; secondo quanto racconta Antonello Coniger ne Le cronache, il 5 settembre di quell'anno un drappello di 400 cavalieri turchi sbarcò a San Cataldo, devastando i paesi e massacrando la popolazione dell'entroterra leccese. Un secondo attacco avvenne nella notte del 1º gennaio 1547; cinque galeoni turchi sbarcarono a Torre Colimena, nel territorio di Avetrana, sulla costa jonica. Girolamo Marciano di Leverano, in Descrizione, origini, e successi della provincia d'Otranto, riporta che un drappello di un centinaio di uomini, guidati da un certo Chria (o Cria), un traditore di Avetrana, saccheggiò e distrusse San Pancrazio, cogliendo il paese di sorpresa dopo il fallito tentativo di assalto della cittadina tarantina; quasi tutti gli abitanti furono rapiti e venduti in Turchia come schiavi. Tali avvenimenti sono narrati anche nell'affresco che decora la parete sopra l'ingresso laterale della chiesa di Sant'Antonio da Padova. L'affresco mostra inoltre l'esecuzione di Cria, catturato dai sopravvissuti alla strage, legato nudo a un palo e finito a colpi di pietra e freccia.
Nella prima metà del XVI secolo, l'arcivescovo di Brindisi Girolamo Aleandro, spinto dalla qualità dell'aria del paese, elesse San Pancrazio sua dimora estiva, soggiornando presso il Castello arcivescovile. Il casale, che nel 1798 contava 510 abitanti, rimase frazione di Torre Santa Susanna sino al 1º gennaio 1839, divenendo comune autonomo della provincia di Terra d'Otranto (in seguito, Provincia di Lecce) con il decreto regio del 17 dicembre 1838. Si racconta che il re Ferdinando II concesse l'autonomia al paese dopo che, mentre vi transitava, una bambina di nome Chiara Micelli gli offrì un mazzo di fiori. L'11 Gennaio del 1927, con altri 17 comuni della Provincia di Lecce e due comuni della Provincia di Bari, entrò a far parte della nuova Provincia di Brindisi.
Fra il XIX secolo e il XX secolo furono portate avanti diverse opere pubbliche e interventi di bonifica del territorio:
- Chiesa matrice (1872);
- Stazione dei Carabinieri a cavallo (1880);
- L'ufficio postale (1881);
- Palazzo comunale (1883)
- La prima Cassa Rurale (1905);
- La ferrovia (1907);
- Scuola elementare (1920);
- Il mercato settimanale (1926);
- Collegamento all'acquedotto (1926);
- Illuminazione pubblica elettrica (1929);
- Aeroporto Militare (1943);
- Rete stradale asfaltata (1948);
- Rete fognaria (1956);
- Primo Piano Regolatore Generale (1974).

### Simboli
Lo stemma comunale, riconosciuto con decreto del Capo del Governo del 23 aprile 1931, è composto da uno scudo bordato d'oro con sfondo rosso, sul quale è riportata un'aquila coronata ad ali spiegate, con una stella a cinque punte nel petto e una spiga di grano dorato nel becco. Lo scudo è sormontato da una corona merlata dorata e con bordi rossi. Nella parte inferiore, sono accostati un ramo d'ulivo e un ramo d'alloro, legati da un nastro blu. Lo stemma è in qualche modo correlato all'arma della famiglia Aleandro: Girolamo e Francesco Aleandro furono arcivescovi di Brindisi e baroni di San Pancrazio, rispettivamente dal 1524 al 1541 e dal 1541 al 1560. Il gonfalone è un drappo rettangolare rosso, con i fregi e le scritte "COMUNE" e "SAN PANCRAZIO SALENTINO" dorati, concesso con regio decreto del 18 luglio 1930.

## Monumenti e luoghi d'interesse

### Chiesa Matrice

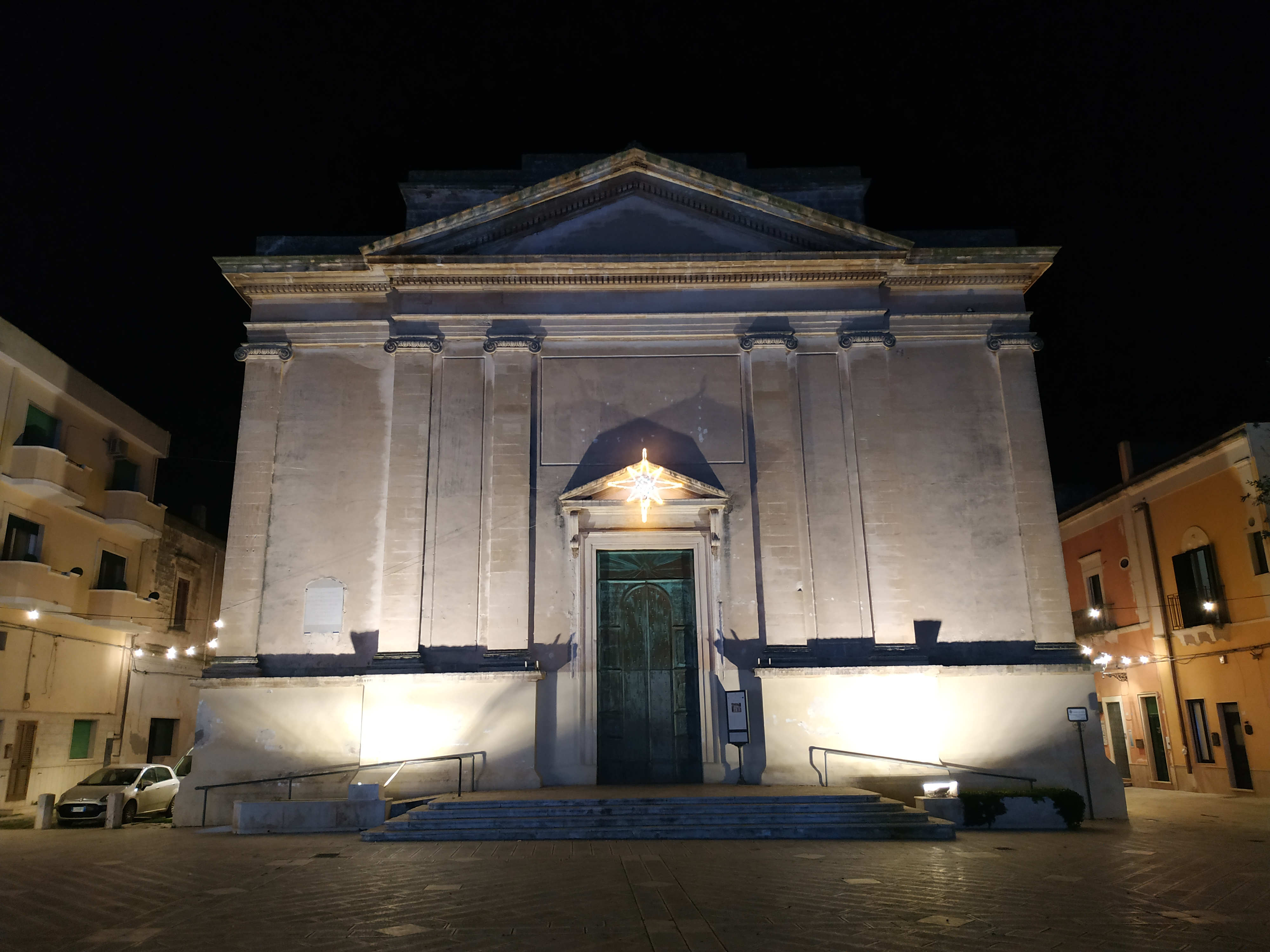
Chiesa Matrice di San Pancrazio Salentino

La chiesa matrice (chiamata anche chiesa madre) è situata al centro del paese di fronte al municipio, in Piazza Umberto I. La chiesa, dedicata a San Pancrazio martire e a San Francesco d'Assisi, ha una pianta a croce latina a navata unica, una facciata neoclassica e una cupola recentemente restaurata dall'architetto Mario Passaro da Francavilla Fontana, attraverso intervento di consolidamento, impermeabilizzazione e ricollocazione delle piastrelle maiolicate. I lavori di costruzione iniziarono nel luglio del 1860 e terminarono nel 1872, anno in cui fu inaugurata.

### Altri edifici
- Chiesa di Sant'Antonio da Padova;

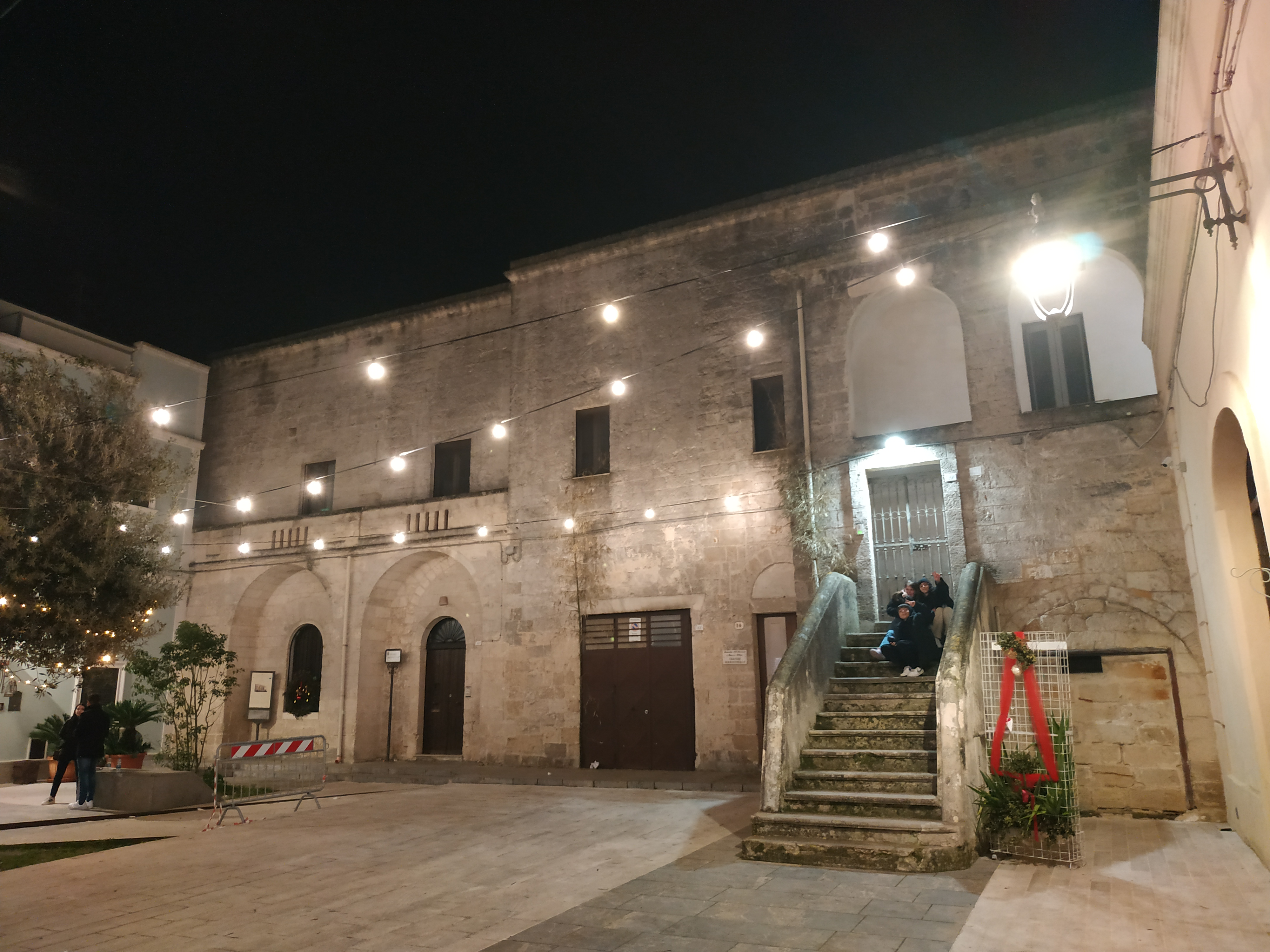
Castello di San Pancrazio Salentino

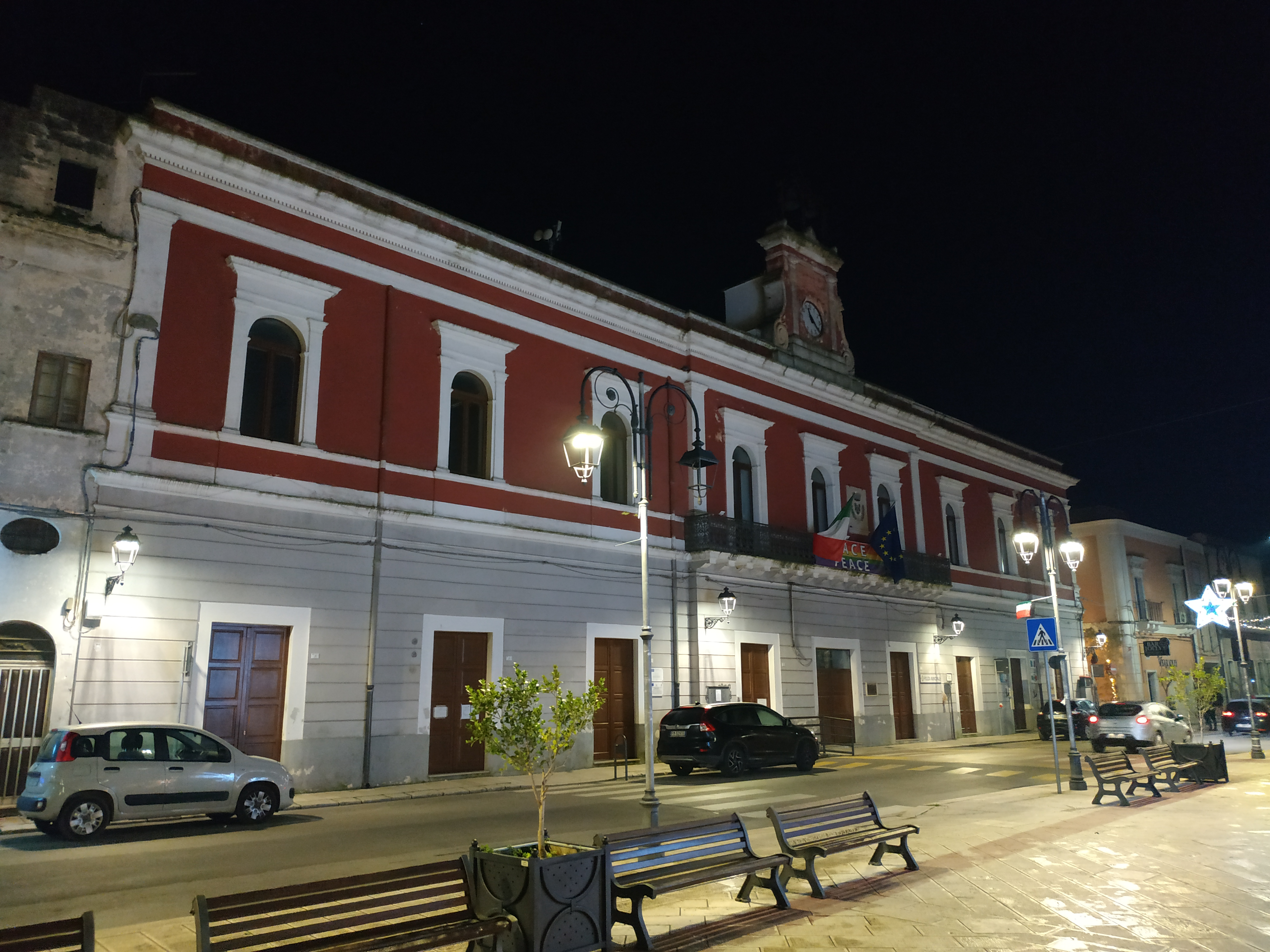
Municipio di San Pancrazio Salentino

- Chiesa della Santissima Annunziata;
- Chiesa di San Giuseppe Lavoratore;
- Santuario di Sant'Antonio alla Macchia.
- Castello arcivescovile (o Palazzo baronale);
- Palazzo comunale;
- Municipio vecchio.

#### Masserie
- Masseria Angeli (XIII–XIV secolo)
- Masseria Campone (XVI–XVII secolo)
- Masseria Caragnuli (XIII–XIV secolo)
- Masseria Caretta (XIII–XIV secolo)
- Masseria Corte Finocchio (XVI–XVII secolo)
- Masseria Guarnacchia (XIII–XIV secolo)
- Masseria Iore (XVI–XVII secolo)
- Masseria La Fontana-Inverno (XIII–XIV secolo)
- Masseria Lamia (XVI–XVII secolo)
- Masseria Leandro (XIII–XIV secolo)
- Masseria Lo Bello (XVI–XVII secolo)
- Masseria Lo Farai (XIII–XIV secolo)

- Masseria Lubelli (XIII–XIV secolo)
- Masseria Maddaloni (XVI–XVII secolo)
- Masseria Marcianti (XIII–XIV secolo)
- Masseria Mattarella (XIII–XIV secolo)
- Masseria Montefusco (XIII–XIV secolo)
- Masseria Morigine (XIII–XIV secolo)
- Masseria Perrone (XIII–XIV secolo)
- Masseria Pezza (XIII–XIV secolo)
- Masseria SanBiasi (XIII–XIV secolo)
- Masseria Sierri (XIII–XIV secolo)
- Masseria TorreVecchia (XIII–XIV secolo)

## Società

### Evoluzione demografica
Abitanti censiti

### Etnie e minoranze straniere
Al 31 dicembre 2014 nel territorio comunale si registrava la presenza di 122 stranieri regolari pari all'1,2% della popolazione residente. Si riportano le nazionalità più rappresentate:
- Albania: 31
- Romania: 29
- India: 23

## Economia
San Pancrazio fa parte dell'Associazione nazionale Città del Vino.

## Amministrazione
| Periodo           | Periodo           | Primo cittadino      | Partito                            | Carica  | Note   |
| ----------------- | ----------------- | -------------------- | ---------------------------------- | ------- | ------ |
| 3 luglio 1987     | 29 settembre 1990 | Antonio Arnesano     | Partito Comunista Italiano         | Sindaco | [ 16 ] |
| 29 settembre 1990 | 27 giugno 1991    | Pietro Attanasio     | Partito Comunista Italiano         | Sindaco | [ 16 ] |
| 27 giugno 1991    | 7 luglio 1992     | Antonio Celli        | Democrazia Cristiana               | Sindaco | [ 16 ] |
| 10 luglio 1992    | 12 agosto 1993    | Giovanna Vantaggiato | Partito Democratico della Sinistra | Sindaco | [ 16 ] |
| 11 ottobre 1993   | 6 dicembre 1993   | Giuseppe Spagnolo    | Democrazia Cristiana               | Sindaco | [ 16 ] |
| 3 febbraio 1994   | 4 luglio 1996     | Oronzo Pati          | centro, Democrazia Cristiana       | Sindaco | [ 16 ] |
| 3 settembre 1996  | 28 aprile 1997    | Pietro Pellegrino    | Partito Democratico della Sinistra | Sindaco | [ 16 ] |
| 28 aprile 1997    | 14 maggio 2001    | Pietro Pellegrino    | Partito Democratico della Sinistra | Sindaco | [ 16 ] |
| 14 maggio 2001    | 30 maggio 2006    | Pietro Pellegrino    | centro-sinistra                    | Sindaco | [ 16 ] |
| 30 maggio 2006    | 16 maggio 2011    | Domenico Francone    | centro-sinistra                    | Sindaco | [ 16 ] |
| 16 maggio 2011    | 5 giugno 2016     | Salvatore Ripa       | centro-sinistra                    | Sindaco | [ 16 ] |
| 5 giugno 2016     | 4 ottobre 2021    | Salvatore Ripa       | centro-sinistra                    | Sindaco | [ 16 ] |
| 4 ottobre 2021    | in carica         | Edmondo Moscatelli   | lista civica                       | Sindaco | [ 16 ] |

### Gemellaggi
- Bisceglie